# Ferrari 365 GTC/4
Ferrari 365 GTC/4 (Type F101) — автомобиль класса Gran Turismo, выпускавшийся с 1971 по 1972 год компанией Ferrari. Основан на шасси Ferrari 365 GTB/4 «Daytona». Всего было выпущено 505 экземпляров.

## Описание
Ferrari 365 GTC/4, как и Ferrari 365, разработан фирмой Pininfarina. Стиль кузова — 2+2. Задние сиденья были малы, а наклонное заднее стекло ограничивало пространство над пассажирами, сидящими сзади. Предшественником Ferrari 365 GTC/4 являлся Ferrari 365 GTC, снятый с производства в 1970 году.
Кузов — клиновидной формы, со скрытыми фарами. В комплектацию входят гидроусилитель руля, электрические стеклоподъёмники и кондиционер. Салон автомобиля комбинированный (отделан кожей и тартановой тканью). Опционально была доступна полностью кожаная отделка.
Для Ferrari 365 GTC/4 предлагалось 48 различных заводских окрасок, в которые также окрашивались 365 GTB/4 и Dino 246. По желанию владельцы автомобилей Ferrari 365 GTC/4 могли заказать любую специальную окраску. В независимости от выбранного цвета кузова все автомобили Ferrari 365 GTC/4 имели матово-чёрную панель задних фонарей.

## Технические характеристики
Ferrari 365 GTC/4 оснащался 4,4-литровым (4390 см3) двигателем Colombo V12 мощностью 250 кВт (335 л. с.) с блоком цилиндров и головкой блока цилиндров из алюминиевого сплава (мощность двигателей автомобилей, экспортировавшихся на рынки США, составляла 235 кВт (316 л. с.)). Коробка передач — пятиступенчатая механическая (полностью синхронизирована). Распределение веса между передней и задней осями — в соотношении 51:49.

## Галерея

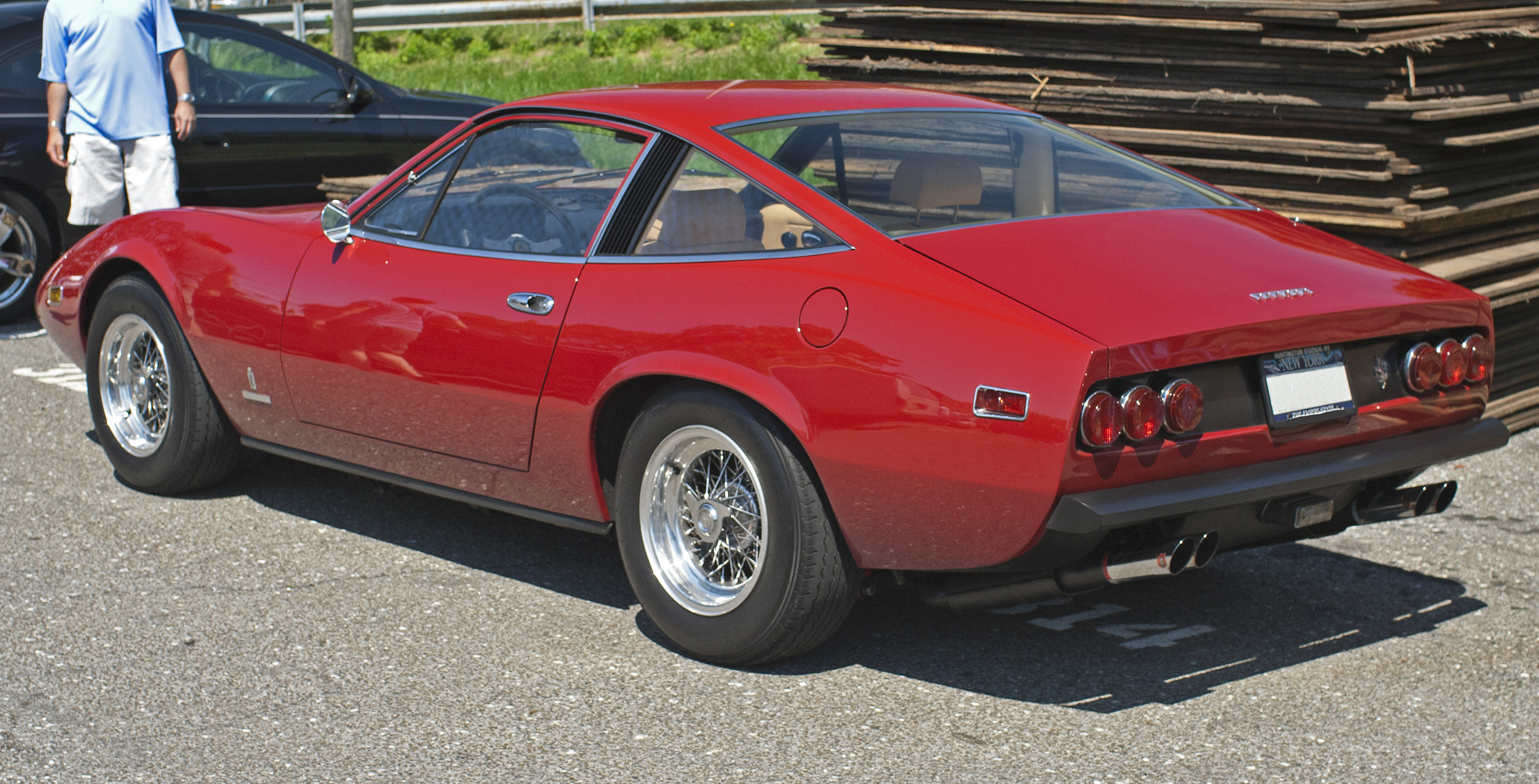
Ferrari 365 GTC/4, экспортировавшийся на рынки США (вид сзади)
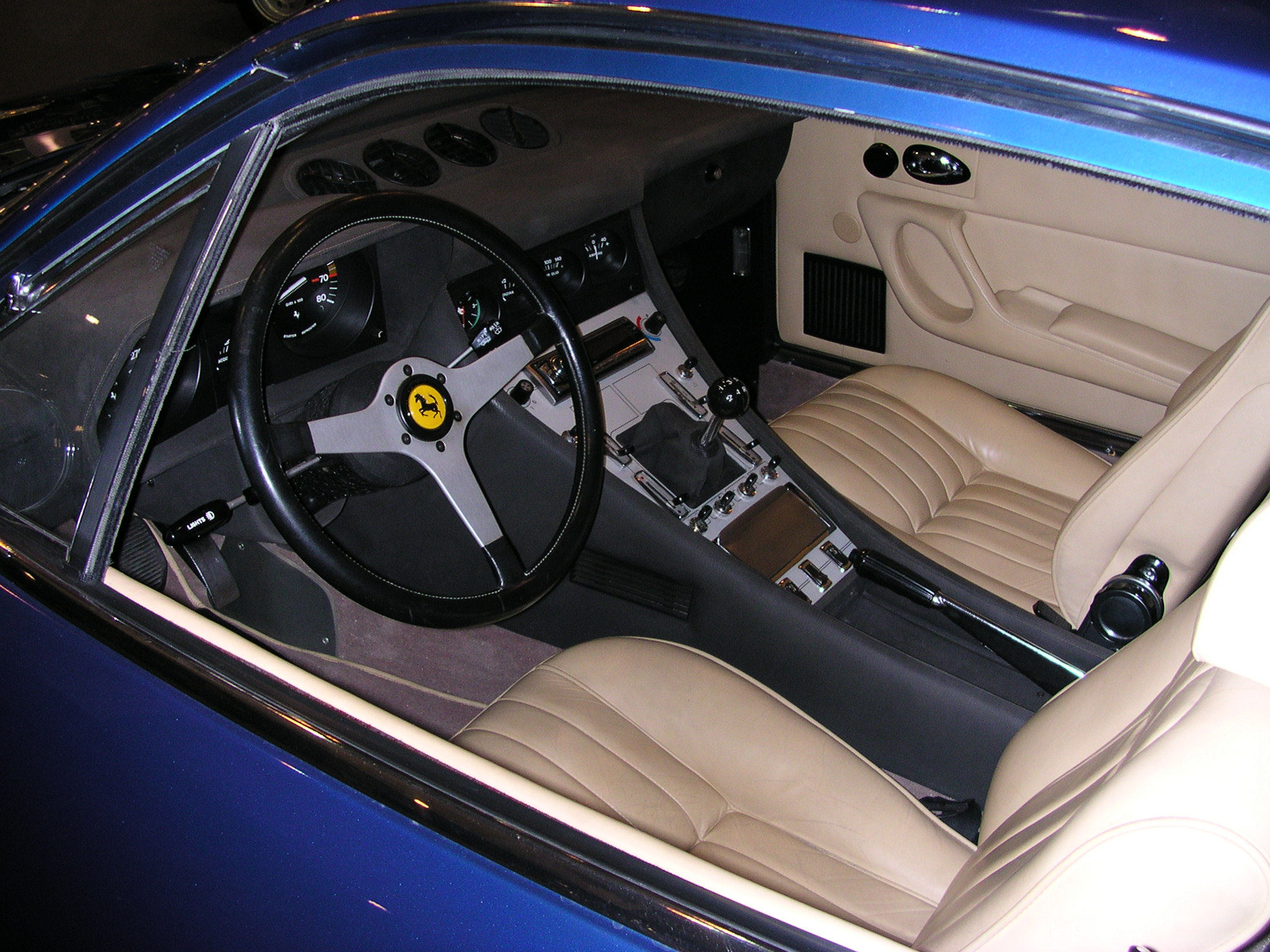
Интерьер
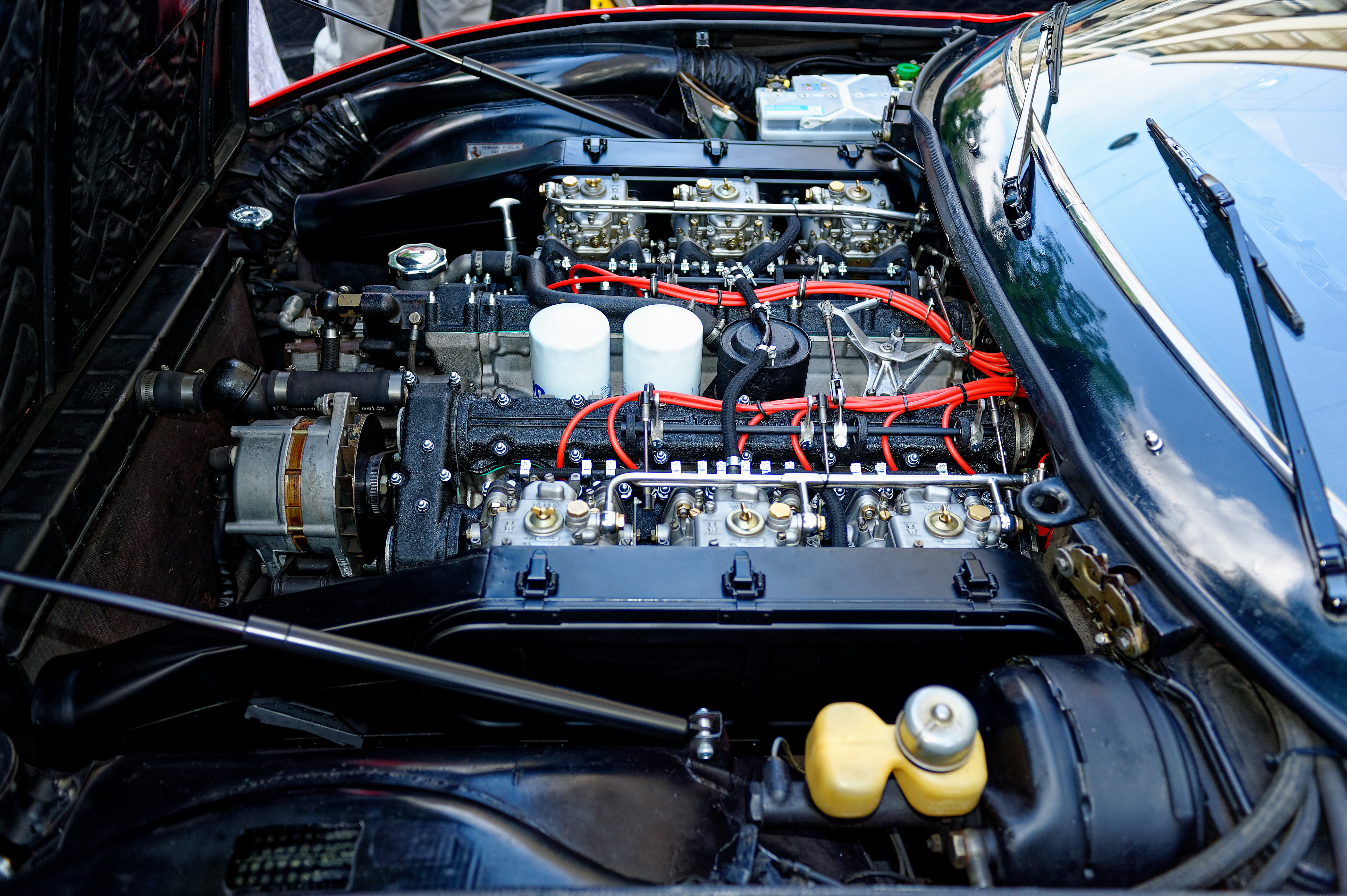
Моторный отсек